# The Bright
The Bright es un grupo español de folk rock procedente de la ciudad de León. Está formado por Miryam Gutiérrez y Aníbal Sánchez. Entre sus influencias podemos encontrar a Lucinda Williams, Neil Young (del que suelen versionar alguna canción en todos sus directos) o Gram Parsons.

## Historia
Tanto Miryam como Aníbal son muy aficionados a las guitarras y ambos tocaron juntos en un bar donde hacían jam sessions antes de conocerse. Aunque también tienen otras inquietudes como que ella boxea y él suele correr maratones.
En 2010 publican en formato digital un EP homónimo con 4 canciones. Al año siguiente, con su primer disco Soundtrack for a winter´s tale compuesto íntegramente con letras en inglés, se hicieron merecedores del premio Radio 3 a Artista Revelación y ser elegidos Talento Fnac. En el año 2013 sacan Estados, su segundo álbum, con todos los temas menos uno en castellano, incluyendo una versión de la canción "Jolene" de Dolly Parton. El tema "Hexágonos" formó parte de la banda sonora de la película "Requisitos para ser una persona normal" (2015, Leticia Dolera).
Tal y como estaba anunciado, el 16 de octubre de 2015 salió a la luz su tercer trabajo, titulado Líneas divisorias y grabado con Paco Loco en El Puerto de Santa María. El disco lo forman 14 canciones, cuyos primeros singles de adelanto fueron "Aire" y "El final del amor".
Han aparecido en carteles de festivales nacionales como el DCODE (Madrid) en la edición de 2011 y el Sonorama Ribera (Aranda de Duero, Burgos) en los años 2012 y 2014. También han tocado varias veces en Los conciertos de Radio 3.

## Componentes
- Miryam Gutiérrez (voz principal, guitarra)
- Aníbal Sánchez (guitarra principal)

## Colaboradores
- Juan Marigorta (batería, percusión)
- Juancho López (bajo)
- David Franco (violín, teclados)
- Jorge Coldán (guitarra)
- Javi Ordiales (batería)

## Discografía

### Álbumes de estudio
- Soundtrack for a winter´s tale (2011)
- Estados (2013)
- Líneas divisorias (2015)

### EP
- The Bright (2010)

### Videoclips
- Rain (2010)
- Losing your way (2010)
- Your private garden (2011)
- Soundtrack for a winter´s tale (2011)
- Odd towns (2012)
- Hexágonos (2013)
- Aire (2015)